# Lucía Miriam Muñoz Dalda
Lucía Miriam Muñoz Dalda   (Palma, 25 de setembre de 1993) és una política mallorquina. Actualment, és diputada al Congrés dels Diputats per les Illes Balears.
Filla de treballadors del turisme peninsular, es va criar a Palma, en concret al barri de Sant Agustí. Es va graduar en Ciències Polítiques a la Universitat Carles III. Tot seguit, va fer un màster en Cooperació Internacional a la Universitat Complutense.
Ha participat en diverses associacions i moviments socials referents a la cooperació internacional, el medi ambient i l'educació. De fet, va treballar com a tècnica de projectes per a l'ONG Enginyeria Sense Fronteres de les Illes Balears.
La seva trajectòria política va començar quan tenia 25 anys en presentar-se a les eleccions primàries d'Unides Podem per estar vinculada al feminisme. Va acabar segona de la llista del partit i va ser elegida al Congrés dels Diputats com a representant de les Illes Balears en les eleccions d'abril del 2019, en què va resultar la segona diputada més jove. Va formar part de la mesa d'edat de la sessió constitutiva del Congrés el 19 de maig. Va tornar a reeixir com a candidata al càrrec en les eleccions del novembre del 2019. Milita a l'organització territorial del partit, Podem Illes Balears, i pertany al Grup Parlamentari Confederal d'Unides Podem-En Comú Podem-En Común.
Dins del Congrés, ostenta la vicepresidència de la Comissió Mixta per a la Unió Europea i fa de portaveu tant de la Comissió Mixta per a l'Estudi del Problema de les Drogues com de la Comissió de Drets de la Infància i Adolescència.
Actualment, també es desenvolupa autonòmicament com a secretària de Feminismes.
És la candidata a batlessa de Palma que presentarà Unides Podem a les eleccions municipals espanyoles de 2023. Segons ha declarat, s'ha volgut implicar en la política municipal per a retornar la sobirania als residents de la ciutat de Palma.